# Mathieu Bierkens
Mathieu Bierkens (Balen, 4 april 1932 – Gavere, 8 maart 2025) was een Belgisch politicus voor de CVP / CD&V. Hij was burgemeester van zijn geboorteplaats Balen.

## Levensloop
Bierkens werd gemeenteraadslid van Balen na de gemeenteraadsverkiezingen van 1970. Hij was schepen van Openbare Werken en vanaf 1983 burgemeester van Balen. Na de lokale verkiezingen van 2000 werd hij opgevolgd door Johan Leysen. Zelf stapte hij over naar de provincieraad.